# Horní Újezd
Horní Újezd (deutsch Ober Aujezd, 1939–1945 Ober Aujest) ist eine Gemeinde in Tschechien. Sie liegt acht Kilometer nordöstlich von Bystřice pod Hostýnem und gehört zum Okres Přerov.

## Geographie
Horní Újezd befindet rechtsseitig über dem Tal der Moštěnka auf einer Kuppe in der Kelečská pahorkatina (Keltscher Hügelland). Gegen Osten liegt das Tal der Juhyně. Südwestlich erhebt sich die Křímy (333 m) und im Westen die Dubecka (335 m).
Nachbarorte sind Býškovice im Norden, Všechovice im Nordosten, Příleský Mlýn, Provodovice und Trávník im Osten, Drholec, Komárno und Osíčko im Südosten, Příkazy, Loukov und Libosváry im Süden, Mrlínek im Südwesten, Vítonice im Westen sowie Žákovský Mlýn und Horní Nětčice im Nordwesten.

## Geschichte
Funde mehrerer Steinbeile belegen eine Besiedlung des Gemeindegebietes während der Jungsteinzeit.
Die erste schriftliche Erwähnung von Veliký Újezd erfolgte im Jahre 1371 als Lucek von Domaželice und Újezd das Dorf verkaufte. Die zur Unterscheidung von anderen Orten Újezd gebrauchten Namenszusätze wechselten mehrfach. So wurde der Ort u. a. als Ugezd (1386), Ugezd prope Wssechowicz (1408), Vysoký Újezd (1517), Horní Újezd (1539), Horní Aujezd (1569), Superius Augezd (1672), Ober Augezd (1688) und Augesd (1688) bezeichnet.
Nach der Aufhebung der Patrimonialherrschaften bildete Horní Újezd/Ober Aujezd ab 1850 eine Gemeinde in der Bezirkshauptmannschaft Holleschau. 1863 wurde der Ort als Vrchní Aujezd, 1869 als Vrchni Oujezd und 1890 als Horní Oujezd sowie volkstümlich auch als Velký Ujezd bezeichnet. 1896 wurde innerhalb von nur 32 Wochen ein Schulhaus erbaut. 1929 errichtete die Gemeinde ein Wasserwerk. Während der deutschen Besetzung trug der Ort den Namen Ober Aujest und wurde 1942 dem Bezirk Mährisch Weißkirchen zugeordnet. Nach dem Ende des Zweiten Weltkrieges kam die Gemeinde zum Okres Holešov zurück. Nach dessen Aufhebung des Okres Holešov wurde Horní Újezd 1960 dem Okres Přerov zugeordnet. Ab 1976 war Horní Újezd zunächst dem Örtlichen Nationalausschuss Všechovice angeschlossen und seit 1983 gänzlich nach Všechovice eingemeindet. Seit dem 24. November 1990 bildet Horní Újezd wieder eine eigene Gemeinde. Beim Wettbewerb „Dorf des Jahres“ wurde die Gemeinde für die Lebensbedingungen im Jahre 2003 im Olomoucký kraj mit dem Grünen Band ausgezeichnet. Horní Újezd führt ein Wappen und Banner sowie eine eigene Hymne Ethnographisch gehört der Ort zur Hanna-Region Záhoran.

## Gemeindegliederung
Für die Gemeinde Horní Újezd sind keine Ortsteile ausgewiesen. Zu Horní Újezd gehört die Einschicht Drholec (Drholetz).

## Sehenswürdigkeiten
- Pfarrkirche Mariä Wiegenfest, das als wehrhaft und mit ungewöhnlicher Breite erbaute Kirchlein ist seit 1690 nachweisbar. Jedes der fünf Fenster weist eine andere Form auf.
- Pfarrhaus, es entstand 1688 zusammen mit der Kirche und wurde nach dem Brand von 1895 wiederaufgebaut
- fünf Kreuze, das älteste davon steht auf dem Friedhof und stammt von 1870.